# Улрика Луиза фон Золмс-Браунфелс
Улрика Луиза фон Золмс-Браунфелс (на немски: Ulrike Luise zu Solms-Braunfels; * 1 май 1731, Хунген; † 12 септември 1792, Бад Хомбург) от фамилията Дом Золмс, е графиня от Золмс-Браунфелс и чрез женитба ландграфиня и регентка от 1751 до 1766 г. на ландграфство Хесен-Хомбург.

## Биография
Тя е дъщеря на княз Фридрих Вилхелм фон Золмс-Браунфелс (1696 – 1761) и втората му съпруга графиня София Магдалена Бенигна фон Золмс-Лаубах (1701 – 1744), дъщеря на граф Карл Ото фон Золмс-Лаубах-Утфе и Текленбург.
Улрика Луиза се омъжва на 10 октомври 1746 г. в Хунген за ландграф Фридрих IV фон Хесен-Хомбург (1724 – 1751). Фридрих IV умира на 28 години на 7 февруари 1751 г. Улрика Луиза става регентка на Ландграфство Хесен-Хомбург от 1751 до 1766 г. заедно с Лудвиг VIII фон Хесен-Дармщат за нейния тригодишен син.

## Деца
Улрика Луиза и Фридрих IV имат децата:
- Фридрих V Лудвиг (1748 – 1820), ландграф на Хесен-Хомбург

∞ 1768 принцеса Каролина фон Хесен-Дармщат (1746 – 1821)
- Мария Христина (1748 – 1750)